# برایتنتال (راینلاند-فالتس)
برایتنتال (به آلمانی: Breitenthal) یک شهر در آلمان است که در بیرکنفلد واقع شده‌است. برایتنتال ۳۲۶ نفر جمعیت دارد.